# Nesiocolpodes
Nesiocolpodes is een geslacht van kevers uit de familie van de loopkevers (Carabidae). De wetenschappelijke naam van het geslacht is voor het eerst geldig gepubliceerd in 1948 door Jeannel.

## Soorten
Het geslacht Nesiocolpodes omvat de volgende soorten:
- Nesiocolpodes saphyrinus (Chaudoir, 1879)
- Nesiocolpodes sloanei (Maindron, 1908)